# Коршук, Владимир Константинович
Владимир Константинович Ко́ршук (бел. Уладзімір Канстанцінавіч Коршук; род. 25 августа 1935) — белорусский историк, педагог. Доктор исторических наук (1980), профессор (1982).

## Биография
Родился в учительской семье в городском посёлке Уречье Слуцкого района Минской области Белорусской ССР.
Окончил исторический факультет МГУ, его учителями были известные историки С. И. Мурашов, Арциховский Артемий Владимирович, Рыбаков Борис Александрович, Ю. В. Воскресенский. Окончил аспирантуру Московского энергетического института, защитил кандидатскую диссертацию в 1963 году. В последующие годы продолжил работу в политехническом институте : старшим преподавателем, доцентом, заместителем декана общетехнического факультета. Это были первые ступени роста молодого перспективного ученого, педагога, активного участника общественной жизни. С 1971 по 1982 г. В. К. Коршук возглавлял кафедру истории КПСС Минского государственного педагогического института иностранных языков МГЛУ. В 1980 году защитил докторскую диссертацию, а в 1982 г. ему было присвоено звание профессора. Фактически с этого времени начала формироваться научная школа В. К. Коршука.
С 1982 г. он на протяжении многих лет заведовал кафедрой истории КПСС БГУ, а после её реорганизации — кафедрой политической истории, а затем — мировой и отечественной истории.
Сейчас — профессор кафедры истории Белоруссии нового и новейшего времени Исторического факультета Белорусского государственного Университета

## Научная деятельность
Результаты научной деятельности В. К. Коршука весьма плодотворны. Он — автор более 220 публикаций, среди которых монографии, брошюры, учебники и учебные пособия, статьи, многочисленные выступления на научных конференциях, в которых исследуются социально-политическая история Беларуси XX-XXI вв., проблемы 
Великой Отечественной войны, история политических партий. В. К. Коршук ведет большую научно-организационную работу, является членом редколлегий ряда научных журналов, в том числе журнала «Веснік БДУ» (сер. 3), ответственным редактором которой он был с 1985 по 1994 г. С 1979 г. входил в состав специализированных советов по защите кандидатских и докторских диссертаций, в 1991—1995 гг. возглавлял совет по защите кандидатских диссертаций, в настоящее время — заместитель председателя совета по защите докторских диссертаций в БГУ.

## Общественная деятельность
Избирался депутатом Минского горсовета. Награждён двумя медалями, Грамотой и Почетной грамотами Верховного Совета БССР, Почетной грамотой Национального Собрания Республики Беларусь.

## Награды
Научная, педагогическая и общественная работа В. К. Коршука отмечена правительственными наградами. Он удостоен почетного звания «Заслуженный работник образования Республики Беларусь», награждён Почетными грамотами Верховного Совета БССР и Национального собрания Республики Беларусь. В 2010 г. награждён Почетной грамотой Совета Министров Республики Беларусь за многолетнюю плодотворную научно-педагогическую деятельность, значительный вклад в подготовку высококвалифицированных специалистов.